# 陳湛銓

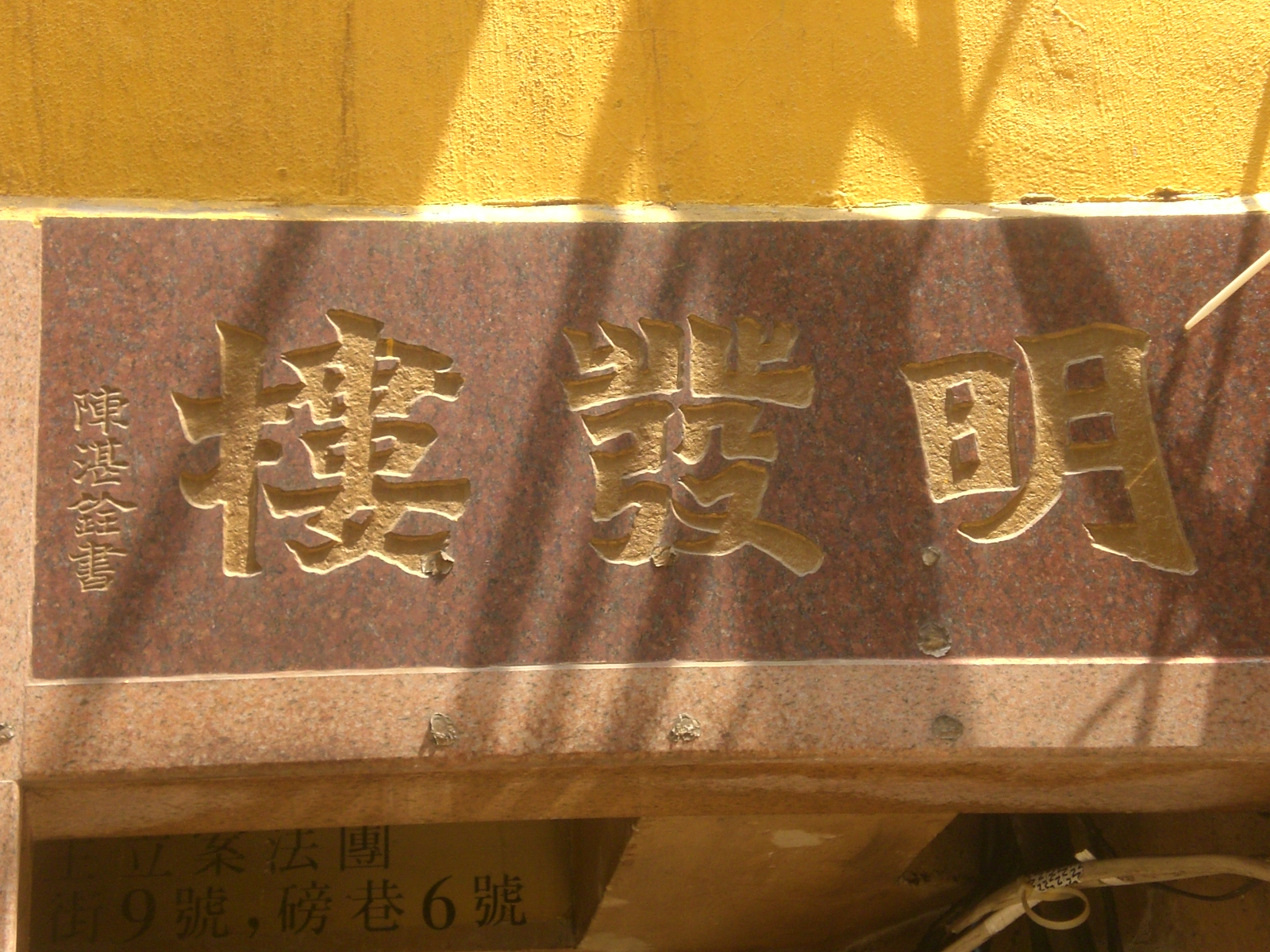
陳湛銓墨寶

陳湛銓（1916年—1986年12月20日），字貞固，少號青萍，後號霸齋、修竹園主人，晚號霸儒，男，廣東新會人，香港國學家。國立中山大學畢業。1949年中國共產黨管治中國大陸後，隨珠海大學（今珠海學院）遷到香港。其後成為聯合書院中文系第一位系主任。聯合書院加入香港中文大學後離職。熱心推廣國學，在香港大專講學，並出任學海書樓特約講師。逢星期日在香港大會堂主持講座，宣揚國學，造福後學。

## 門人[6]
- 潘兆賢
- 何文匯
- 鄧昭祺
- 李鴻烈
- 洪肇平
- 單周堯
- 陳希亮
- 黃兆顯
- 羅妙馨
- 曾廣才
- 李汝大
- 何沛雄
- 常宗豪
- 張文粲
- 何乃文
- 陳潔淮
- 黎世寬

## 親戚
- 陳振聰，風水師，陳湛銓姪孫。
- 陳汝柏，姪。
- 陳達生，幼子。